# Casimiroa edulis

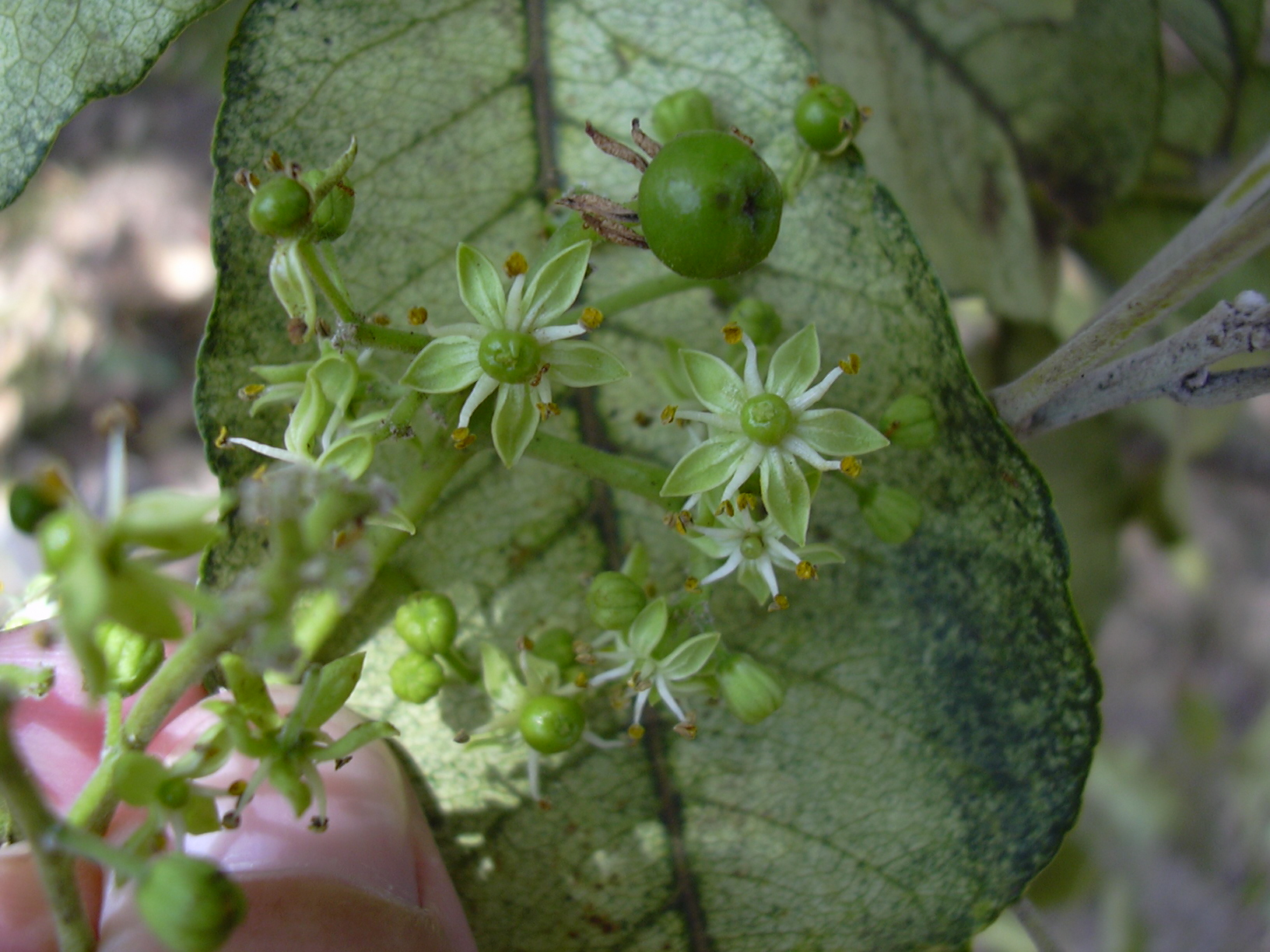
Blüten

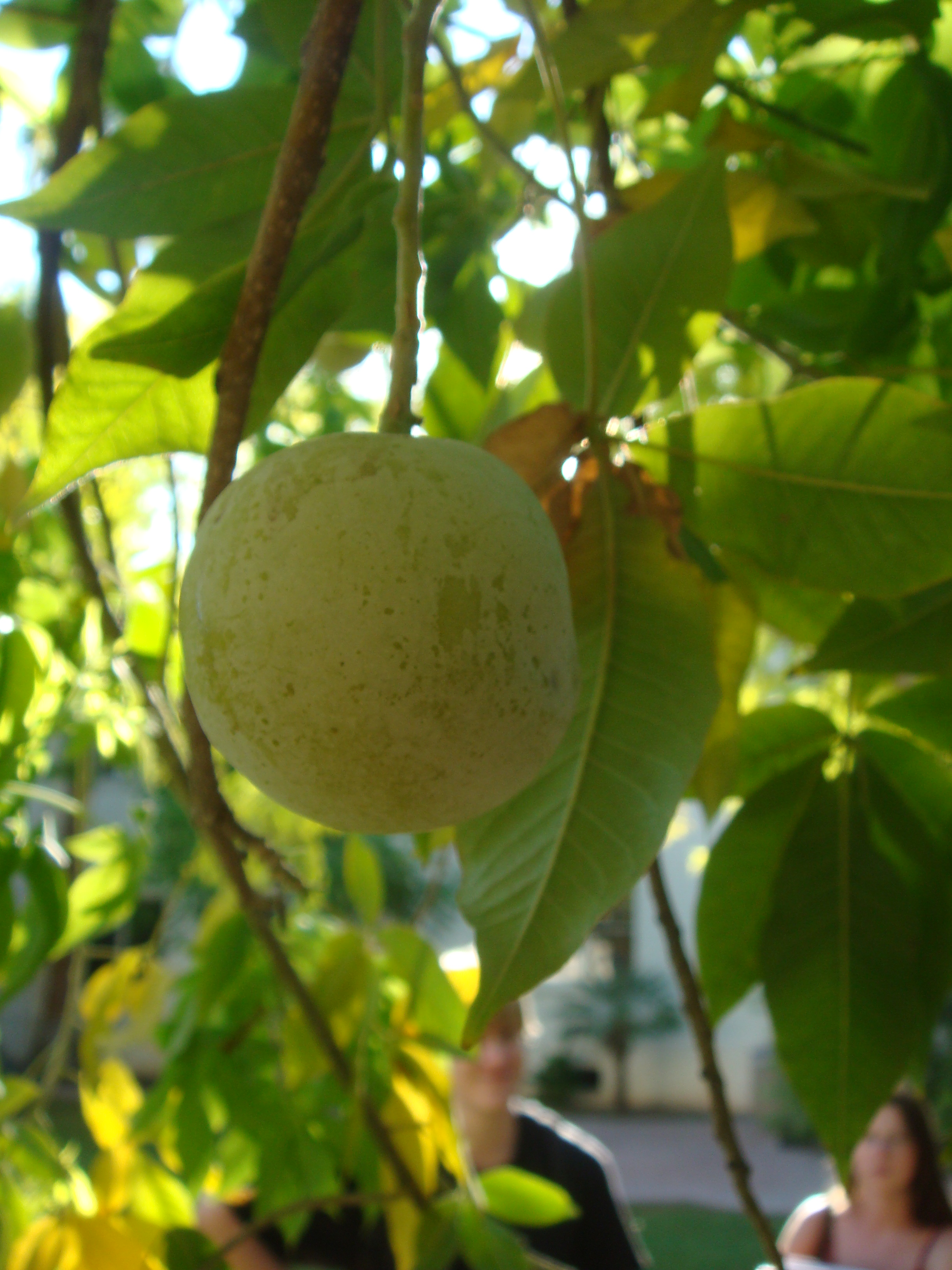
Frucht

Casimiroa edulis oder die Weiße Sapote, ist ein Baum in der Familie der Rautengewächse aus Mexiko und Zentralamerika. Der Gattungsname ehrt den spanischen Arzt Casimiro Gómez Ortega (1741–1818).

## Beschreibung
Casimiroa edulis wächst als halbimmergrüner Baum mit breiter Krone bis zu 18 Meter hoch. Die bräunliche, feinfurchige Borke hat viele Lentizellen.
Die langstieligen und wechselständigen Laubblätter sind zusammengesetzt handförmig mit 3–7 Blättchen. Der feinhaarige Blattstiel ist 5–12 Zentimeter lang. Die meist kurz gestielten, fast kahlen, papierigen Blättchen sind 5–16 Zentimeter lang und 2–7 Zentimeter breit. Sie sind eiförmig, -lanzettlich bis elliptisch, lanzettlich oder verkehrt-eiförmig, -eilanzettlich. Die feinhaarigen Blättchenstiele sind bis etwa 1,5 Zentimeter lang. Der manchmal wellige Blattrand ist ganz bis meist schwach gesägt, gekerbt und die Blattspitze ist meist spitz bis zugespitzt. Die Nebenblätter fehlen.
Es werden end- oder achselständige, leicht feinborstige und kürzere Rispen gebildet. Die duftenden, kleinen und fünfzähligen, gestielten Blüten mit doppelter Blütenhülle sind grünlich bis weißlich und meist zwittrig oder manchmal funktional eingeschlechtlich. Der sehr kleine Kelch ist feinborstig mit 5 Zipfeln. Die 5 klappigen Petalen sind bis 7 Millimeter lang, elliptisch und ausladend. Es sind 5 Staubblätter mit dicklichen, pfriemlichen Staubfäden vorhanden. Der kugelige, kurz gelappte und fünfkammerige Fruchtknoten ist oberständig mit sitzender, sternförmiger und gelappter Narbe. Männliche Blüten enthalten einen Pistillode und weibliche Blüten besitzen Staminodien mit Antheroden.
Die rundlichen und grünlichen bis gelben, dünnschaligen, leicht ledrigen und meist mehrsamigen, kahlen Steinfrüchte sind 7–10 Zentimeter groß. Sie enthalten bis zu 5, etwa 25 Millimeter lange, weißliche Samen die in einer häutigen Membrane (Pyrene) liegen.
Die Chromosomenzahl beträgt 2n = 36.

## Verwendung
Die Früchte sind essbar und werden roh oder gekocht verwendet. Die Samen sollen für Menschen giftig sein.
Die Rinde und die Blätter werden medizinisch verwendet.
Das gelbliche, nicht besonders beständige, mittelschwere Holz wird für einige Anwendungen genutzt.